# Pont-Audemer
Pont-Audemer je francouzská obec v departementu Eure v regionu Normandie. V roce 2009 zde žilo 8 599 obyvatel. Je centrem kantonu Pont-Audemer.